# جوتا (لاعب كرة قدم مواليد 1993)
جوتا هو لاعب كرة قدم برتغالي في مركز الوسط، ولد في 7 مارس 1993 في فونشال في البرتغال. شارك مع منتخب البرتغال تحت 19 سنة لكرة القدم ومنتخب البرتغال تحت 20 سنة لكرة القدم. أما مع النوادي، فقد لعب مع أتليتيكو كلوب دي برتغال ونادي أونياو دا ماديرا وناسيونال ماديرا.

## وصلات خارجية
- جوتا (لاعب كرة قدم) على موقع قاعدة بيانات كرة القدم.إي يو (الإنجليزية)
- جوتا (لاعب كرة قدم) على موقع Soccerway.com (الإنجليزية)
- جوتا (لاعب كرة قدم) على موقع AS.com (الإسبانية)